# Нес фон Эзенбек, Теодор Фридрих Людвиг
Теодор Фридрих Людвиг Нес фон Эзенбек (нем. Theodor Friedrich Ludwig Nees von Esenbeck; 1787—1837) — немецкий ботаник и миколог, младший брат ботаника Х. Г. Д. Неса фон Эзенбека (1776—1858).

## Биография

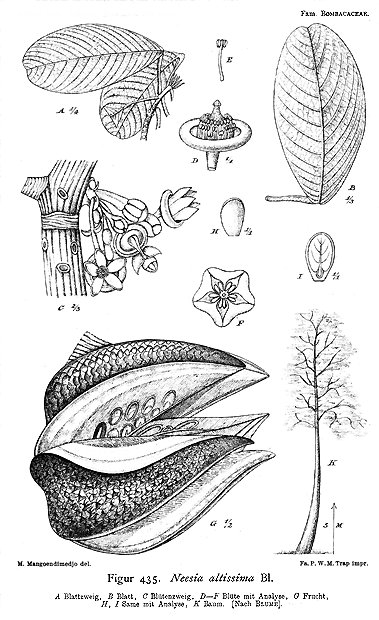
NeesiaAltissima.jpg

Теодор Нес фон Эзенбек родился 26 июля 1787 года в коммуне Райхельсхайм района Оденвальд. Он был пятым ребёнком в семье Йоганна Конрада Неса и Фредерики Доротеи Катарины Эзенбек.
С 1805 года Нес работал и учился у аптекаря Вильгельма Мартиуса в Эрлангене. С 1811 по 1816 он работал ассистентом в аптеке семьи Бернулли в Базеле. В 1816 году Теодор Нес переехал в Ханау. С 1817 года Нес преподавал ботанику в Лейденском университете, при поддержке Себальда Юстинуса Брюгманса стал инспектором Лейденского ботанического сада. В 1818 году Эрлангенский университет присвоил Несу степень доктора философии. Затем Нес фон Эзенбек стал работать в Боннском университете и Ботаническом саду. В 1822 году он стал экстраординарным профессором фармации, в 1827 году — полным профессором. С 1833 года вместе с Л. К. Тревиранусом он был одним из директоров Боннского ботанического сада.
Теодор Нес фон Эзенбек скончался 12 декабря 1837 года.

## Некоторые научные работы
- Funck, H.C.; Nees von Esenbeck, T.F.L. in Sturm, J. (1819). Bryophyta, Lichenes. Deutschlands flora.
- Nees von Esenbeck, T.F.L. in Bolton, J. (1820). Jacob Boltons Geschichte der Merckwurdigsten Pilze. vol. 4.
- Weyhe, M.F.; Wolter, J.W.; Funke, P.W.; Nees von Esenbeck, T.F.L. (1822—1823). Plantae officinales.
- Nees von Esenbeck, T.F.L.; Sinning, W. (1824—1831). Sammlung schonbluhender Gewachse.
- Nees von Esenbeck, T.F.L. in Presl, C.B. (1825). Fungi. Reliquiae Haenkeanae.
- Nees von Esenbeck, T.F.L.; Ebermaier, C.H. (1830—1832). Handbuch der medicinisch-pharmaceutischen Botanik. 3 vols.
- Nees von Esenbeck, T.F.L.; Spenner, F.C.L.; Putterlick, A.; Endlicher, S.L.; Bischof, C.W.; Caspary, J.X.R.; Schnizlein, A.C.F.H.C.; Brandis, D. (1833—1860). Genera plantarum florae germanicae. 31 vols.
- Nees von Esenbeck, T.F.L.; Henry, A.C.F.; Bail, C.A.E.T. (1837—1858). Das System der Pilze. 2 vols.

## Роды, названные в честь Т. Ф. Л. Неса фон Эзенбека
- Esenbeckia Blume, 1825 [syn.  Neesia Blume, 1835, nom. cons.]
- Neesia Spreng., 1818, nom. rej. [syn.  Achillea L., 1753]
- Neesia Blume, 1835, nom. cons.